# Richie Williams (Basketballspieler)
Richard Lawrence „Richie“ Williams (* 22. August 1987 in San Diego, Kalifornien) ist ein US-amerikanischer Basketballspieler. Nach dem Studium in seinem Heimatland begann Williams eine Karriere als Berufsbasketballspieler, die ihn 2011 nach Deutschland in die dritthöchste Spielklasse 2. Bundesliga ProB führte. Zur ProA-Spielzeit 2012/13 wechselte er vom UBC Hannover zum vormaligen Ligakonkurrenten und Aufsteiger SC Rasta Vechta, mit dem er den Durchmarsch in die höchste Spielklasse Basketball-Bundesliga schaffte. Die Mannschaft gewann die Meisterschaft dieser Spielklasse, Williams wurde als „Spieler des Jahres“ der ProA-Runde 2012/13 ausgezeichnet. Nach dem Abstieg spielte Williams noch für den Erstligisten Skyliners Frankfurt sowie erneut in der ProA für Vechta und Kirchheim. In der Bundesliga-Saison 2016/17 kehrte Williams in die höchste deutsche Spielklasse zurück, als er einen Vertrag bei Phoenix Hagen unterschrieb.

## Karriere
Williams, der in San Diego aufwuchs und an der Steele Canyon Highschool seinen Schulabschluss machte, blieb zum Studium in seiner Heimat und ging an die San Diego State University (SDSU), an der er von 2005 bis 2009 für die Hochschulmannschaft Aztecs in der Mountain West Conference (MWC) der NCAA spielte. In seiner Freshman-Spielzeit gewann die Mannschaft die Punktrunde und das Meisterschaftsturnier der MWC, bei dem Williams’ Mannschaftskamerad, der spätere Bundesliga-Profi Marcus Slaughter, in seiner Senior-Collegesaison zum MVP des Turniers gewählt wurde. In der landesweiten NCAA-Endrunde verlor man in der ersten Runde gegen die Hoosiers der Indiana University. An diesen Erfolg konnte man in den folgenden Spielzeiten nicht mehr anschließen. In Williams’ letzter Collegesaison verlor man 2009 das Endspiel des MWC-Meisterschaftsturniers gegen die Utah Utes mit zwei Punkten Unterschied und erreichte das Finalturnier im National Invitation Tournament, bei dem man im Halbfinale gegen die Bears der Baylor University verlor. Williams beendete seine Collegekarriere mit der mannschaftsinternen Bestleistung von 246 Ballgewinnen in vier Spielzeiten und setzte sich mit 479 Korbvorlagen an die zweite Stelle der ewigen Bestenliste der Aztecs.
Nach dem Ende seiner vierjährigen NCAA-Karriere 2009 erwarb Williams zunächst einen Abschluss an der SDSU, da er dies seinem Trainer am College versprochen hatte. Daher konnte sich Williams nicht für einen Vertrag als professioneller Basketballspieler in einer renommierten Liga empfehlen und spielte zunächst für Basketballmannschaften in der „Minor League“ American Basketball Association sowie gut drei Monate für eine Mannschaft aus Selfoss in Island. 2011 bekam er dann eine Chance in der dritthöchsten deutschen Spielklasse 2. Bundesliga ProB, in der er mit dem UBC Hannover, der sich zuvor freiwillig aus der höheren Spielklasse ProA zurückgezogen hatte, in der ProB-Spielzeit 2011/12 den ersten Platz in der Nordgruppe nach der Punktrunde belegte. In der Halbfinalserie der Play-offs, die über den sportlichen Aufstieg entschied, verlor man gegen den drittplatzierten SC Rasta Vechta, das damit den Aufstieg in die zweithöchste Spielklasse perfekt machte. Als „Spieler des Monats“ März 2012 der ProB wechselte Williams am Saisonende zum Aufsteiger Rasta Vechta, der in der ProA-Saison 2012/13 den „Durchmarsch“ in die höchste Spielklasse Basketball-Bundesliga erreichte. Als Erster der Hauptrunde setzte man sich in der Halbfinalserie der Play-offs knapp in fünf Spielen durch und stellte damit den Aufstieg sicher. Anschließend gewann man in den Finalspielen gegen die Düsseldorf Baskets auch die Meisterschaft dieser Spielklasse. Im Unterschied zu den Düsseldorfern, denen aus wirtschaftlichen Gründen keine Erstliga-Lizenz erteilt wurde, erreichten die Vechtaer unter anderem durch einen Ausbau ihrer Hallen-Infrastruktur eine Lizenzerteilung für die höchste Spielklasse. Williams, der bereits im November 2012 zum Spieler des Monats auch in der höheren Spielklasse ProA gewählt worden war, wurde nach dem Ende der Saison auch als Spieler des Jahres der ProA ausgezeichnet. Williams’ Vertrag wurde anschließend verlängert, so dass er wie die Mannschaft zum zweiten Mal in Folge jeweils eine Klasse höher spielen wird.
In der Bundesliga-Spielzeit 2013/14 verpasste der SC Rasta bei seiner Erstliga-Premiere mit Williams den Klassenerhalt und wurde nach nur sechs Saisonsiegen abgeschlagen Tabellenletzter. Nach dem Ende der Spielzeit unterschrieb Williams einen Vertrag beim bisherigen Ligakonkurrenten Fraport Skyliners aus Frankfurt am Main. Nach einer Verletzung verlor Williams jedoch seinen Platz bei den Frankfurtern und fand keine Berücksichtigung mehr, weshalb man sich auf eine vorzeitige Auflösung des Vertrags einigte. Im Januar 2015 schloss sich Williams daher bis zum Ende der Saison erneut dem SC Rasta Vechta an, der jedoch in der ProA-Spielzeit 2014/15 die angepeilte Rückkehr in die höchste Spielklasse nicht erreichte, nachdem man bereits auf dem zehnten Platz am Einzug in die Play-offs um den Aufstieg scheiterte. Im Anschluss wechselte Williams zum Ligakonkurrenten VfL Knights aus Kirchheim unter Teck, der in der ProA-Runde 2015/16 nach dem dritten Hauptrundenplatz bereits im Play-off-Viertelfinale aus dem Rennen um eine sportliche Aufstiegsqualifikation ausschied, während der Hauptrundenerste Rasta Vechta die Erstliga-Rückkehr diesmal erreichte. Dies gelang schließlich auch Williams, nachdem er einen Vertrag beim Erstligisten Phoenix Hagen unterschrieb. Der Verein, der bereits in der Vorsaison unter Liquiditätsproblemen litt, musste jedoch bereits nach kurz nach dem Beginn der Bundesliga-Saison 2016/17 einen Insolvenzantrag einreichen, der lizenzgemäß Punktabzüge zur Folge hatte. Nach dem sportlich misslungenen Saisonstart ohne Sieg im ersten Viertel der Saison lag der Verein durch die Punktabzüge beinahe aussichtslos zurück und musste sich im Laufe des Spieljahres zurückziehen. Williams wechselte nach dem Hagener Aus im November 2016 zu den RheinStars Köln, wo er bis Saisonende 2016/17 blieb. Im Anschluss an seiner Kölner Zeit verstärkte er die Zonkeys de Tijuana in der Frühjahrssaison der mexikanischen Spielklasse CIBACOPA.
Mitte August 2017 vermeldete ProA-Neuling PS Karlsruhe Williams’ Verpflichtung. Er führte die Karlsruher im Frühjahr 2018 als Kapitän sowie als bester Korbschütze (14,4 Punkte je Begegnung) und bester Vorlagengeber (5,7 pro Partie) der Mannschaft ins Halbfinale der zweithöchsten deutschen Spielklasse.
Während der Sommerpause 2018 vermeldete der tschechische Verein BK Pardubice Williams’ Verpflichtung. Nach dem Ende der Saison 2018/19 wechselte er wieder nach Mexiko, spielte dort im Frühjahr, zum Spieljahr 2019/20 zog es ihn in die finnische Hauptstadt zum Erstligisten Helsinki Seagulls. Williams ging im Oktober 2020 zu den Kirchheim Knights in die zweithöchste deutsche Spielklasse zurück.
Zur Saison 2021/22 wechselte der US-Amerikaner zu KTP Basket (Kotkan Työväen Palloilijat) nach Kotka in Finnland und kehrte in der Sommerpause 2022 ein weiteres Mal nach Kirchheim zurück. Im Anschluss an das Spieljahr 2022/23 trennte man sich. In der Saison 2023/24 spielte Williams aufgrund einer Verletzung nicht leistungsbezogen Basketball und war als Jugendtrainer beim SKN St. Pölten beschäftigt. Im Sommer 2024 kehrte er in St. Pölten als Spieler in den Leistungsbasketballsport zurück.

## Persönliches
Im November 2016 brachte seine Freundin, die Basketballspielerin Inga Orechowa, das erste gemeinsame Kind zur Welt.